# Pórub-Kepóvskaia
Pórub-Kepóvskaia (en rus: Поруб-Кеповская) és un poble de la República de Komi, a Rússia, segons el cens del 2010 tenia 64 habitants.